# Sphaerodactylus williamsi
Sphaerodactylus sommeri — вид геконоподібних ящірок родини Sphaerodactylidae. Ендемік Гаїті. Вид названий на честь американського герпетолога Ернеста Едварда Вільямса.

## Опис
Довжина геконів Sphaerodactylus sommeri (без врахування хвоста) становить 22 мм. Спинні луски невеликі, кілеподібні.

## Поширення і екологія
Sphaerodactylus sommeri відомі за типовим зразком, зібраним на заході Гаїті, в районі міста Гонаїв в департаменті Артибоніт. Вони живуть в сухих тропічних лісах.

## Збереження
МСОП класифікує цей вид як такий, що перебуває на межі зникнення. Sphaerodactylus sommeri загрожує знищення природного середовища. 